# جيني بوسيك
جيني بوسيك (بالإنجليزية: Jenny Boucek)‏ مواليد 20 ديسمبر 1973 في ناشفيل، هي لاعبة كرة سلة أمريكية معتزلة تحولت إلى التدريب بعد الاعتزال تدرب فريق سياتل ستورم في دوري الاتحاد الوطني لكرة السلة النسائية. اعتزلت اللعب في 1997.

## روابط خارجية
- جيني بوسيك على موقع الاتحاد الوطني لكرة السلة النسائية (الإنجليزية)
- جيني بوسيك على موقع كلية كرة السلة في سبورتس رفرنس.كوم (الإنجليزية)
- جيني بوسيك على موقع بروبوليرز (الإنجليزية)
- جيني بوسيك على موقع سبورتس رفرنس (الإنجليزية)
- جيني بوسيك على موقع سبورتس رفرنس (الإنجليزية)
- جيني بوسيك على موقع سبورتس رفرنس (الإنجليزية)